# Mia Farrow
Mia Farrow és una actriu estatunidenca nascuda el 9 de febrer de 1945 a Los Angeles, Califòrnia (Estats Units).

## Biografia

### Infantesa i adolescència
Mia Farrow, nascuda Maria de Lourdes Villiers Farrow, filla del realitzador John Farrow i de l'actriu Maureen O'Sullivan, va néixer a Los Angeles Califòrnia el 9 de febrer de 1945. estudia a Beverly Hills, Califòrnia i viatja sovint amb els seus pares a causa de rodatges. Debuta en el cinema el 1947 en una pel·lícula amb la seva mare. En els anys 1950, figura en un curtmetratge de nou minuts destinat als nens, titulat Duck and Cover que es va passar a les escoles. Explicava als nens el que calia fer en cas d'atac nuclear: cabussar-se i cobrir-se!

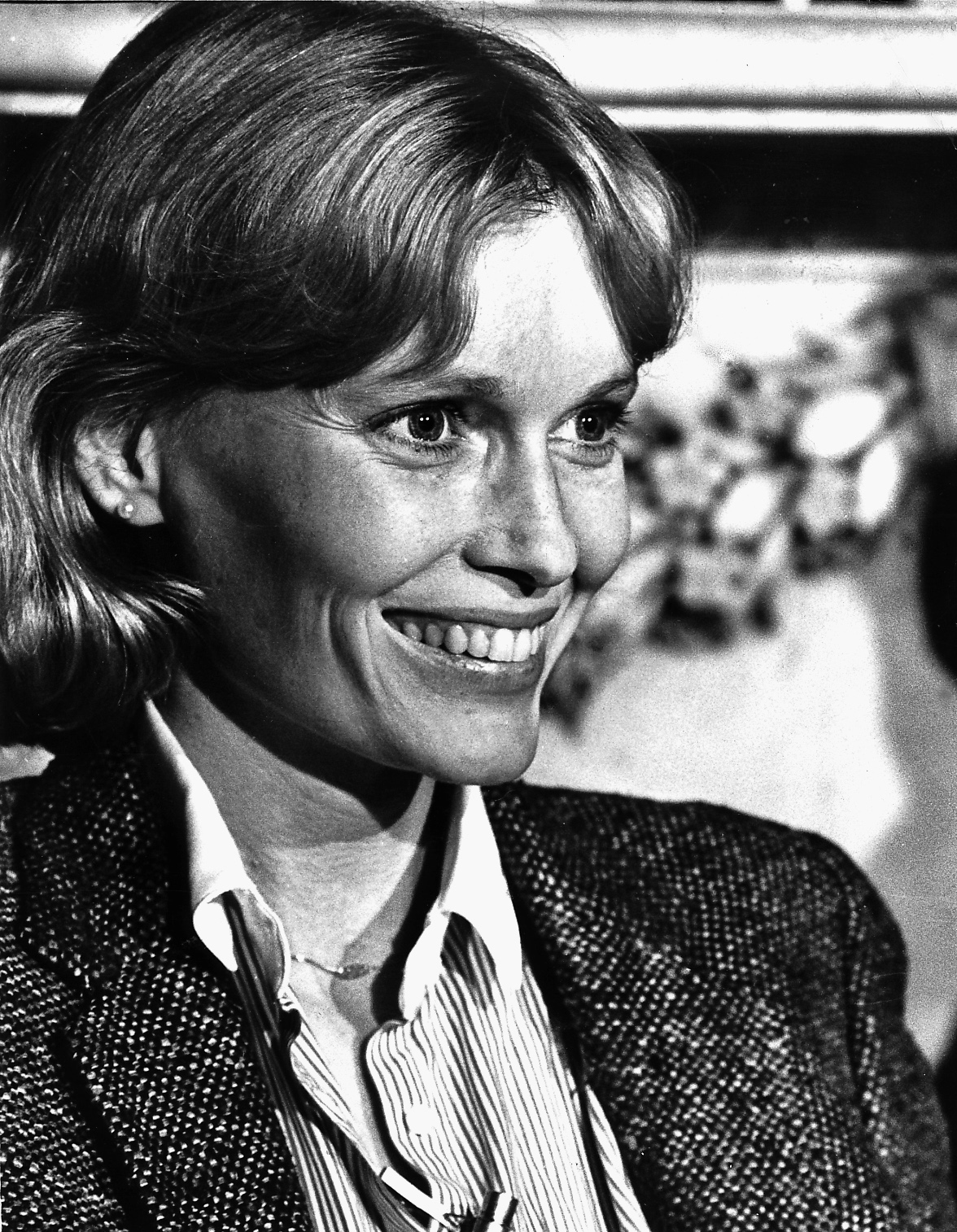
Mia Farrow el 1980

### Continuació
Debuta en el cinema el 1959 en una pel·lícula del seu pare John Paul Jones, amo dels mars, després multiplica els petits papers. El 1964, la seva interpretació d'Allison Mackenzie durant dos anys, en la sèrie Peyton Place li suposa un començament de notorietat. Quatre anys més tard, es consagra amb el paper principal de La llavor del diable de Roman Polanski.
La seva carrera coneix una acceleració fulgurant: roda amb Anthony Mann (Error per a un espia  1968), Richard Fleischer (Terror cec 1971) i comparteix el cartell de Cerimònia secreta amb Elizabeth Taylor, així com amb Dustin Hoffman a John i Mary (1969).
La seva carrera es continua envolant als anys 1970: roda amb Claude Chabrol (Doctor Popaul el 1972), Robert Redford (El gran Gatsby el 1974), Robert Altman (Un matrimoni el 1978). El mateix any, té un dels papers principals de Mort al Nil, adaptació cèlebre de la novel·la d'Agatha Christie.
Mia Farrow coneix llavors el director Woody Allen, del qual serà la dona durant més de deu anys. Actuarà en tretze pel·lícules del realitzador novaiorquès, des de La Rosa porpra del Caire (1984) a Hannah i les seves germanes (1986), passant per New York Stories (1989), Alice (1990), Ombres i boira (1992) i l'últim Marits i dones. Entre 1982 i 1992, només treballarà amb un altre director, Jeannot Szwarc i el seu Supergirl el 1984. El 1992, Mia deixa Woody Allen després d'haver descobert el seu atractiu per a la seva filla adoptiva Soon-Yi Previn. El realitzador tenia fotografies de la noia completament despullada.
Afluixa llavors la seva carrera en els anys 1990. Apareix a Perfum d'escàndol (1994) o a Miami Rhapsody (1995). Mia Farrow es dedica llavors cada vegada més a la televisió, però torna a la pantalla gran el 2006 a la pel·lícula fantàstica 666, la maledicció, després a Arthur i els Minimoys, pel·lícula que barreja animació i preses reals dirigida per Luc Besson, on interpreta l'àvia del petit heroi, paper que reprendrà el 2009 a Arthur i la Venjança de Maltazard i el 2010 a Arthur i la Guerra dels dos mons.

## Filmografia
| Any  | Títol                                                                     | Paper                        | Notes |
| ---- | ------------------------------------------------------------------------- | ---------------------------- | ----- |
| 1964 | Guns at Batasi                                                            | Karen Erickson               |       |
| 1968 | Secret Ceremony                                                           | Cenci                        |       |
| 1968 | La llavor del diable (Rosemary's Baby)                                    | Rosemary Woodhouse           |       |
| 1968 | Sentència per a un dandi (A Dandy in Aspic)                               | Caroline                     |       |
| 1969 | John and Mary                                                             | Mary                         |       |
| 1971 | Terror cec (See No Evil)                                                  | Sarah                        |       |
| 1972 | Follow Me!                                                                | Belinda                      |       |
| 1972 | Docteur Popaul                                                            | Cristine Dupont              |       |
| 1974 | El gran Gatsby (The Great Gatsby)                                         | Daisy Buchanan               |       |
| 1977 | Full Circle                                                               | Julia Lofting                |       |
| 1978 | A Wedding                                                                 | Elizabeth 'Buffy' Brenner    |       |
| 1978 | L'allau (Avalanche)                                                       | Caroline Brace               |       |
| 1978 | Mort al Nil (Death on the Nile)                                           | Jacqueline De Bellefort      |       |
| 1979 | Hurricane                                                                 | Charlotte Bruckner           |       |
| 1982 | A Midsummer Night's Sex Comedy                                            | Ariel                        |       |
| 1982 | The Last Unicorn                                                          | Unicorn/Amalthea             | veu   |
| 1983 | Zelig                                                                     | Dr. Eudora Nesbitt Fletcher  |       |
| 1984 | Broadway Danny Rose                                                       | Tina Vitale                  |       |
| 1984 | Supergirl                                                                 | Alura                        |       |
| 1985 | La rosa porpra del Caire (The Purple Rose of Cairo)                       | Cecilia                      |       |
| 1986 | Hannah i les seves germanes                                               | Hannah                       |       |
| 1987 | Dies de ràdio (Radio Days)                                                | Sally White                  |       |
| 1987 | Setembre (September)                                                      | Lane                         |       |
| 1988 | Una altra dona (Another Woman)                                            | Hope                         |       |
| 1989 | New York Stories                                                          | Lisa                         |       |
| 1989 | Crimes and Misdemeanors                                                   | Halley Reed                  |       |
| 1990 | Alice                                                                     | Alice Tate                   |       |
| 1992 | Shadows and Fog                                                           | Irmy                         |       |
| 1992 | Husbands and Wives                                                        | Judy Roth                    |       |
| 1994 | El cim de les viudes (Widows' Peak)                                       | Miss Katherine O'Hare/Clancy |       |
| 1995 | Miami Rhapsody                                                            | Nina Marcus                  |       |
| 1995 | Reckless                                                                  | Rachel                       |       |
| 1999 | Forget Me Never                                                           | Diane McGowin                | (TV)  |
| 2002 | The Secret Life of Zoey                                                   | Marcia Carter                | (TV)  |
| 2002 | Purpose                                                                   | Anna Simmons                 |       |
| 2004 | Les aventures de la Samantha (Samantha: An American Girl Holiday)         | Grandmary Edwards            | (TV)  |
| 2006 | The Omen                                                                  | Mrs. Baylock                 |       |
| 2007 | L'Arthur i els Minimoys (Arthur et les Minimoys)                          | Àvia d'Arthur                |       |
| 2007 | The Ex                                                                    | Amelia Kowalski              |       |
| 2008 | Be Kind Rewind                                                            | Miss Falewicz                |       |
| 2009 | Arthur i la venjança d'en Maltazard (Arthur et la Vengeance de Maltazard) | Àvia                         |       |
| 2010 | Arthur and the War of Two Worlds                                          | Àvia                         |       |

## Premis i nominacions
| Any  | Cerimonia     | Premi                                                             | Pel·lícula                                                  |
| ---- | ------------- | ----------------------------------------------------------------- | ----------------------------------------------------------- |
| 1965 | Globus d'Or   | Millor esperança femenina amb Celia Kaye i Mary Ann Mobley        |                                                             |
| 1966 | Globus d'Or   | Nominada Millor Actriu de Televisió                               | Peyton Place (TV)                                           |
| 1969 | Globus d'Or   | Nominada: Globus d'Or a la millor actriu dramàtica                | Rosemary's baby                                             |
| 1970 | Globus d'Or   | Nominada: Globus d'Or a la millor actriu musical o còmica         | John and Mary                                               |
| 1970 | BAFTA         | Nominada com a millor actriu                                      | John and Mary També per Rosemary's baby i Cerimonia secreta |
| 1983 | Razzie Awards | Nominada com pitjor actriu                                        | A Midsummer Night's Sex Comedy                              |
| 1985 | Globus d'Or   | Nominada: Globus d'Or a la millor actriu musical o còmica         | Broadway Danny Rose                                         |
| 1986 | Globus d'Or   | Nominada: Globus d'Or a la millor actriu musical o còmica         | La rosa porpra del Caire                                    |
| 1986 | BAFTA         | Nominada com Millore actriu                                       | La rosa porpra del Caire                                    |
| 1986 | Premi Saturn  | Nominada: millor actriu                                           | La rosa porpra del Caire                                    |
| 1987 | BAFTA         | Nominada: Millor actriu                                           | Hannah i les seves germanes                                 |
| 1990 | Globus d'Or   | Nominada: Globus d'Or a la millor actriu musical o còmica         | Alice                                                       |
| 2000 | Globus d'Or   | Nominada:Globus d'Or: Millor actriu a una minisèrie o un telefilm | Forget Me Never                                             |

## Vida personal
El 19 de juliol de 1966, es va casar amb el cantant Frank Sinatra a Las Vegas a casa de Jack Entratter. Farrow tenia 21 anys; Sinatra tenia 50 anys. Sinatra volia que Farrow renunciés a la seva carrera d'actriu, cosa que inicialment va acceptar fer. Va acompanyar Sinatra mentre ell rodava diverses pel·lícules, però aviat es va cansar de no fer res i va signar per protagonitzar la pel·lícula de terror de Roman Polanski Rosemary's Baby. El rodatge de Rosemary's Baby va superar el seu programa inicial, cosa que va enfadar a Sinatra, que havia fet un paper a Farrow a la seva pel·lícula The Detective (1968). Després que Farrow no pogués arribar a temps al rodatge, Sinatra va posar l'actriu Jacqueline Bisset en el paper de Farrow. El novembre de 1967, mentre Farrow filmava Rosemary's Baby, l'advocat de Sinatra li va lliurar els documents de divorci. El seu divorci es va finalitzar l'agost de 1968. Més tard, Farrow va culpar de la desaparició del matrimoni a la seva diferència d'edat i va dir que era una "adolescent impossiblement immadura" quan es va casar amb Sinatra. Els dos van romandre amics fins a la mort de Sinatra.
A començaments de l'any 1968, Mia Farrow i la seva germana petita Prudence estudien meditació transcendental al lloc que Maharishi Mahesh Yogi té a Rishikesh, al nord de l'Índia, en companyia dels The Beatles i d'altres artistes com Donovan o Mike dels Beach Boys. Les dues seran involuntàriament l'origen de dues cançons dels Beatles compostes per John Lennon: Dear Prudence per a la germana petita, que resta tot el dia enclaustrada al seu bungalou per meditar, cosa que genera el text «Dear Prudència, won't you come out to play?  », i Mia, indirectament, per un fosc assumpte. Sabent que el Maharishi li hauria fet insinuacions, John Lennon hauria entrat en còlera, considera des d'aleshores que el «Mestre» és un impostor, deixa tot seguit el âshram de Rishikesh i escriu la cançó acusadora Sexy Sadie, paraules utilitzades per no dir Maharishi.
El maig del 2007, l'actriu, llavors ambaixadora de l'Unicef, envia a The Wall Street Journal una carta oberta a Steven Spielberg en la que li retreu el seu paper de conseller del govern xinès pels Jocs olímpics de 2008. Hi especifica que el realitzador s'arriscava a convertir-se en el « Leni Riefenstahl dels Jocs de Pequín ».
El seu pas té continuació en dues cartes que li hauria adreçat personalment, i que s'havien quedat sense resposta. Mia Farrow demana al realitzador americà que abandoni el que anomena «els jocs del genocidi » si el govern xinès no es decideix a jugar la seva influència sobre el Sudan per posar fi a la crisi del Darfour.
El març del 2008, Spielberg decideix abandonar, en la línia de G. Clooney que decideix fer pressió sobre OMEGA (cronometratge dels JO).